# 诺埃
诺埃（法語：Noé，法語發音：[nɔe] ⓘ）是法国上加龙省的一个市镇，属于米雷区。

## 地理
诺埃（43°21'14"N, 1°16'28"E）面积9.65 平方千米，位于法国奧克西塔尼大區上加龙省，该省份为法国西南部内陆省份，西南端与西班牙接壤，自此顺时针与上比利牛斯省、热尔省、塔恩-加龙省、塔恩省、奥德省和阿列日省接壤。
与诺埃接壤的市镇（或旧市镇、城区）包括：勒福加、卡庞斯、拉韦尔诺斯-拉卡斯、隆加日、莫扎克、蒙托。

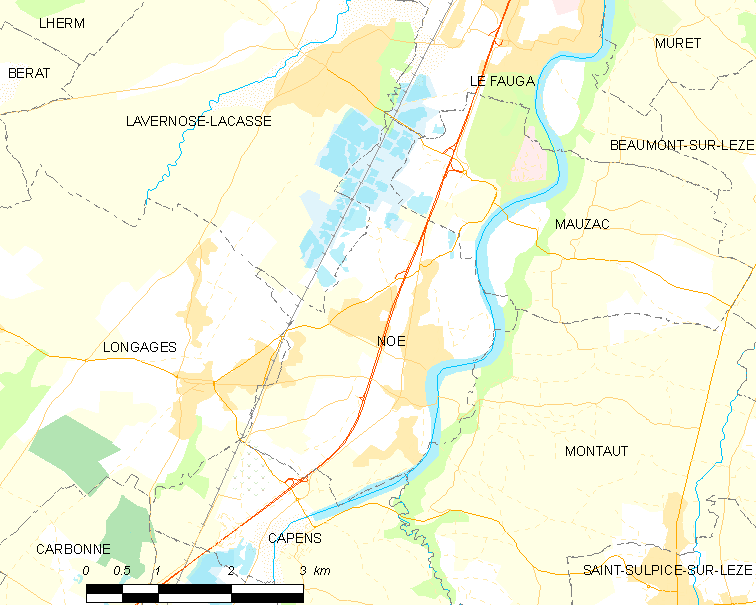
诺埃的OSM定位图

诺埃的时区为UTC+01:00、UTC+02:00（夏令时）。

## 行政
诺埃的邮政编码为31410，INSEE市镇编码为31399。

## 政治
诺埃所属的省级选区为欧特里沃县。

## 人口

1962-2008年间诺埃人口变化图示

诺埃于2022年1月1日时的人口数量为2979人。